# Août 1988

## Évènements
- Des grèves se multiplient en République populaire de Pologne pour protester contre la hausse des prix et pour réclamer la légalisation du syndicat Solidarité.

### 4 août 1988
- 4 août : Chatichai Choonhavan, Premier ministre en Thaïlande (fin en 1991).

### 7 août 1988
- Formule 1 : Grand Prix automobile de Hongrie.

### 8 août 1988
- 8 août : sommet des manifestations pacifiques demandant l'établissement de la démocratie en Birmanie.

### Jeudi11 août 1988
- Décès, à Gabriac en Lozère, de Pauline Lafont, actrice française. Son corps ne sera retrouvé que le 21 novembre par un agriculteur.

### Dimanche14 août 1988
- Décès d'Enzo Ferrari, pilote automobile et industriel italien, fondateur de la célèbre firme automobile Ferrari.

### Mercredi17 août 1988
- Décès du président pakistanais Muhammad Zia-ul-Haq et de l'ambassadeur américain au Pakistan, Arnold Lewis Raphel, dans un accident d'avion, près de Bahawalpur.
- Décès du designer suédois Bruno Mathsson.

### Jeudi18 août 1988
- La Convention nationale républicaine désigne officiellement George H. W. Bush comme candidat du parti républicain à l'élection présidentielle américaine de 1988.
- Le pape Jean-Paul II dénonce le génocide perpétré au Liban, et annonce son intention de se rendre à Beyrouth.
- Naissance de G-Dragon, chanteur sud-coréen

### Samedi20 août 1988
- Fin de la guerre Iran-Irak grâce à un cessez-le-feu organisé par l'ONU (1 million de morts pour un statu quo). Une conférence internationale s’ouvre alors à Genève autour des belligérants, qui n’arrivent pas à s’accorder sur la question des frontières internationales et sur l’échange des prisonniers. Après la mort de Khomeiny le 3 juin 1989, les luttes de pouvoir à Téhéran ne permettent plus d’obtenir une décision diplomatique.
  - Cette guerre, aura fait entre 500 000 et 1 200 000 victimes.
  - Exécution des prisonniers politiques iraniens durant l'été.

### Mercredi24 août 1988
- À Chypre, les Chypriotes turcs et grecs entament un dialogue.

### Jeudi25 août 1988
- Décès de Françoise Dolto, psychanalyste française.

### Dimanche28 août 1988
- L'accident de Ramstein, en Allemagne, provoque 70 morts.
- Formule 1 : Grand Prix automobile de Belgique.

### Mardi30 août 1988
- Le Maroc et le Front Polisario entament des négociations. Les deux parties acceptent la médiation des Nations unies mais ne parviennent pas à une entente.

## Naissances
- 3 août : Ben Nguyen, kickboxeur américain.
- 4 août : Tom Parker, chanteur anglais († 30 mars 2022).
- 5 août : Federica Pellegrini, nageuse italienne.
- 9 août : Pablo Hasél, poète, rappeur et militant espagnol.
- 10 août : Niklaus Manuel Güdel, artiste suisse et costaricien.
- 12 août : Justin Gaston,  mannequin, acteur, musicien et auteur-compositeur-interprète américain.
- 18 août :
  - G-Dragon (Kwon Ji-Yong (권지용), dit), musicien sud-coréen.
  - Michael Boxall, footballeur néo-zélandais.
  - Mauro Caviezel, skieur alpin suisse.
  - Kristen Kit, rameuse canadienne.
  - Yevhen Khytrov, boxeur ukrainien.
  - Are Strandli, rameur norvégien.
- 24 août : Rupert Grint, acteur britannique.
- 25 août : Ingrid Tanqueray, basketteuse française.
- 26 août : Tori Black, actrice pornographique américaine.
- 31 août : Rachel Legrain-Trapani, Miss France 2007.

## Décès
- 1er août : Louis-Jean-Frédéric Guyot, cardinal français archevêque de Toulouse (° 7 juillet 1905).
- 6 août :
  - Henri Frenay, pionnier de la Résistance, fondateur du MLN puis meneur du mouvement Combat.
  - Anatoli Levchenko, cosmonaute ukrainien (° 21 mai 1941).
- 8 août : Félix Leclerc, auteur-compositeur-interprète québécois (° 2 août 1914).
- 11 août :
  - Pauline Lafont, actrice.
  - Anne Ramsey, actrice américaine.
- 12 août : Jean-Michel Basquiat, peintre américain.
- 14 août : Enzo Ferrari, fondateur de Ferrari.
- 17 août : Muhammad Zia-ul-Haq, militaire et homme d'État pakistanais - accident d'avion.
- 23 août : Christian Garros, batteur de jazz français (° 17 mars 1920).
- 24 août : Pierre Béchu, danseur sur glace français (° 10 mars 1959).
- 25 août : Françoise Dolto, psychanalyste française.
- 29 août : Alice Mary Weeks, minéralogiste , la première à proposer le concept d'oxydation des gisements de minerai qui contiennent de l'uranium, du vanadium et d'autres métaux accessoire (° 26 août 1909)